# Sarinda nigra
Espèce
Synonymes
- Sarinda mariana Mello-Leitão, 1933
- Sarinda multifasciata Mello-Leitão, 1933
- Sarinda mulata Mello-Leitão, 1939
- Sarinda flavimana Mello-Leitão, 1940

Sarinda nigra est une espèce d'araignées aranéomorphes de la famille des Salticidae.

## Distribution
Cette espèce se rencontre en Argentine, au Paraguay, au Brésil, au Guyana, au Panama et au Nicaragua.

## Description
Le mâle syntype mesure 6,5 mm et la femelle syntype 6,8 mm. Cette araignée est myrmécomorphe.

## Systématique et taxinomie
Cette espèce a été décrite par Peckham et Peckham en 1892.
Sarinda mariana, Sarinda multifasciata, Sarinda mulata et Sarinda flavimana ont été placées en synonymie par Galiano en 1965.

## Publication originale
- Peckham & Peckham, 1892 : « Ant-like spiders of the family Attidae. » Occasional Papers of the Natural History Society of Wisconsin, vol. 2, no 1, p. 1-84 (texte intégral).